# Crunchie

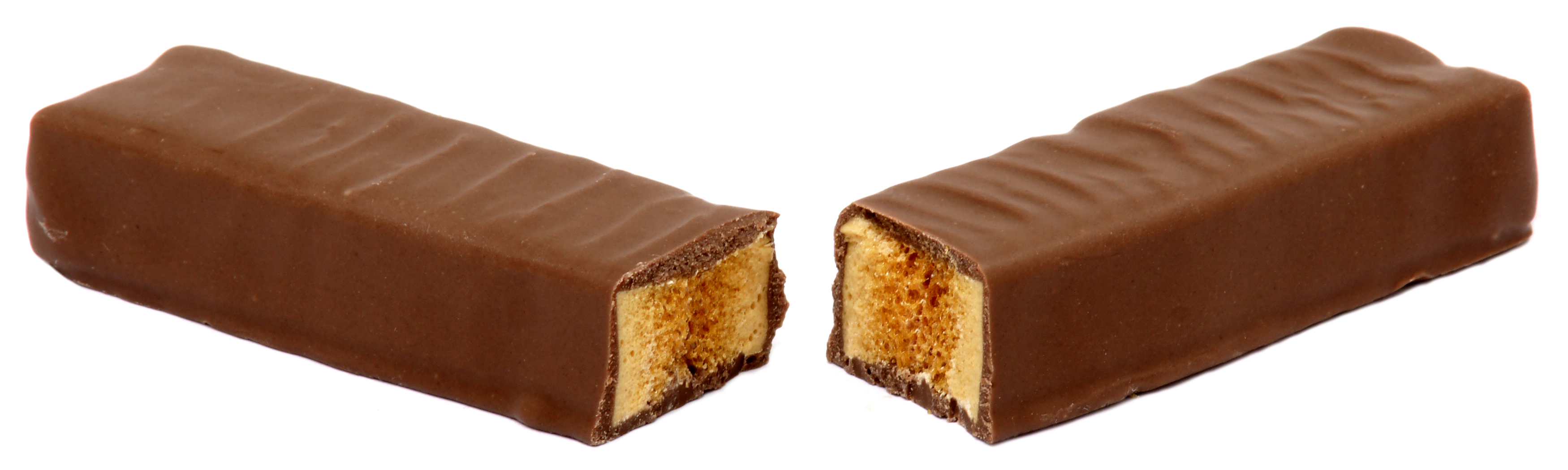
Ein halbierter Crunchie-Riegel

Crunchie ist der Name eines Schokoladenriegels mit einem Honigwaben-Toffee-Kern (in Kanada auch als sponge toffee, im Vereinigten Königreich als honeycomb oder cinder toffee und in Neuseeland als hokey pokey bekannt). Crunchie wird von der britischen Marke Cadbury hergestellt und wurde ursprünglich 1929 im Vereinigten Königreich von J. S. Fry & Sons auf den Markt gebracht.

## Größe und Variationen

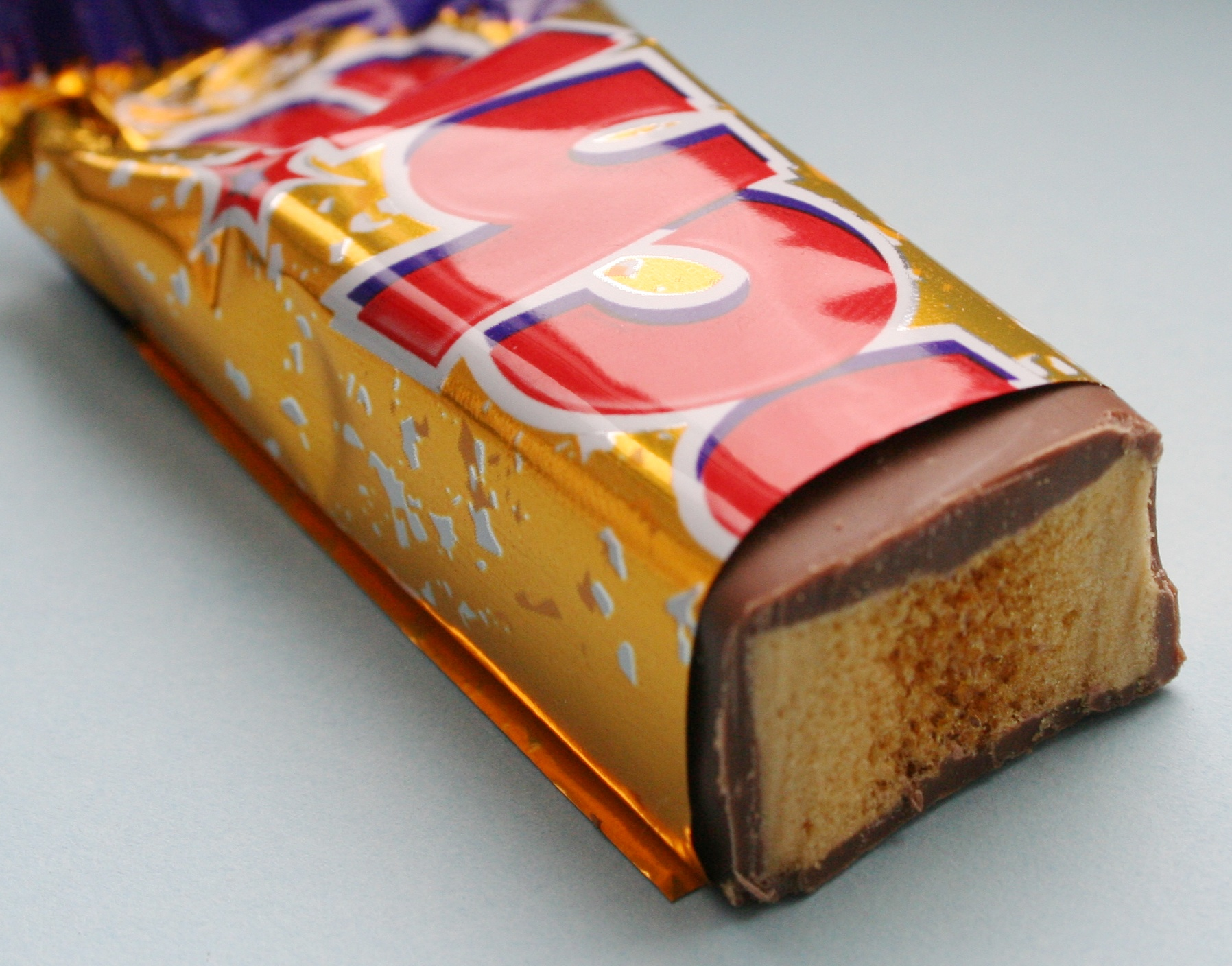
Nahaufnahme des wabenförmigen Zentrums des Schokoladenriegels

Crunchies werden in verschiedenen Größen verkauft, die von „Snack-Größe“ – kleinen Rechtecken – bis zu „King Size“ reichen. Die gängigste Portion ist ein einzelner Riegel, der 2,5 cm breit, etwa 18 cm lang und etwa 2 cm tief ist.
In den späten 1990er Jahren gab es im Vereinigten Königreich eine Reihe von Crunchies in limitierter Auflage zu kaufen. Dazu gehörten ein Limonadenriegel und ein Tango-Orange-Riegel, bei denen die Schokolade verschiedene Geschmacksrichtungen hatte. Zu Silvester 1999 wurde ein Riegel mit Champagner-Geschmack auf den Markt gebracht. In Südafrika verkaufte Cadbury eine Version mit weißer Schokolade in einer blauen Verpackung.
Wie bei anderen Schokoladenmarken, werden in einigen Ländern auch Eis und Käsekuchen der Marke Crunchie verkauft. Diese Produkte enthalten Honigwaben-Klumpen.
Im Jahr 2006 wurde eine „Crunchie Blast“-Variante des Produkts auf den Markt gebracht, die im Inneren des Riegels Knisterzucker enthielt. Sie wurde jedoch bald wieder eingestellt; im Vereinigten Königreich und in Irland wird jedoch ein Eis gleichen Namens verkauft, bei dem es sich um Magnum-förmiges Eis in Wabenform mit Knisterzucker in Milchschokolade handelt.
Im Jahr 2010 brachte Cadbury Crunchie Rocks auf den Markt, eine Mischung aus Schokolade, Cornflakes und Crunchie.
Bis September 2010 wurde Crunchie im Werk Somerdale, Keynsham, in Somerset im Vereinigten Königreich hergestellt; inzwischen wurde die Produktion jedoch in das neue Werk von Cadbury in Skarbimierz in Polen verlegt. Auf den Etiketten dieser Produkte ist kein Herkunftsland angegeben, stattdessen heißt es "Hergestellt in der EU unter Lizenz von Cadbury UK Ltd".
Violet Crumble ist ein sehr ähnliches Produkt, das 1913 in Australien erfunden wurde. Es wird dort nach wie vor hergestellt und es gibt einige kleine Nischenexporte in andere Länder.

## Verfügbarkeit
Crunchie-Riegel sind im Vereinigten Königreich, in Irland, Jordanien, Kanada, Australien, Neuseeland, Südafrika und Indien weitgehend zu kaufen. Sie werden in andere Länder importiert, darunter Zypern, Hongkong, Malta, Nigeria, Panama, Libanon, Saudi-Arabien, Malaysia, die Philippinen, Portugal, Singapur, Sri Lanka, Nepal und Tahiti, und sind in den Vereinigten Staaten weniger verbreitet (in New York City sind sie weiter verbreitet als irgendwo sonst auf dem amerikanischen Festland). Ein ähnliches Produkt, mit oder ohne Schokoladenüberzug, wird in den Vereinigten Staaten als "Sponge Candy" verkauft, obwohl Honigwaben in diesen Formen auch außerhalb der USA erhältlich sind.

## Herstellung
Bei der Herstellung wird das Honigwaben-Toffee in großen Platten produziert und mit einem stark gebündelten Ölstrahl zerschnitten. In Kanada werden jedoch rotierende Sägeblätter verwendet. Die Verwendung eines Messers würde zu einer Zersplitterung führen, während Wasser das Wabentoffee auflösen würde. Öl verhindert beides und sorgt für gleichmäßige, scharfkantige Portionen. Das Honigwaben-Toffee wird dann mit Schokolade überzogen, gekühlt und verpackt.

## Crunchie Tango und andere limitierte Auflagen
Im Jahr 2000 wurde ein kurzlebiger (aber erfolgreicher) Schwester-Schokoriegel mit dem Namen Crunchie Tango eingeführt. Er wurde gemeinsam von Cadbury und Britvic produziert und enthielt den Geschmack Tango Orange. Weitere Geschmacksrichtungen in limitierter Auflage waren Limonade, Champagner und Minze. In den 1960er Jahren war auch ein Crunchie mit Pfefferminzgeschmack erhältlich. Ein Endless Crunchie wurde 2013 zu Weihnachten herausgebracht und enthielt 40 Crunchie-Riegel.

## Nährwertangaben
| Durchschnittswerte (UK) | Pro 100 g | Pro 40 g Riegel |
| ----------------------- | --------- | --------------- |
| Energie (kJ)            | 2020      | 775             |
| Energie (kcal)          | 465       | 185             |
| Eiweiß                  | 3,0 g     | 1,6 g           |
| Kohlenhydrate           | 73,5 g    | 27,8 g          |
| Fett                    | 18,4 g    | 7,6 g           |

| Durchschnittswerte (Australien) | pro 100 g | Pro 50 g Riegel |
| ------------------------------- | --------- | --------------- |
| Energie (kJ)                    | 1950      | 975             |
| Eiweiß                          | 1,5 g     | <1,0 g          |
| Kohlenhydrate                   | 80,5 g    | 40,2 g          |
| Fett                            | 14,8 g    | 7,4 g           |

## Werbung
In Australien und Neuseeland sind Crunchie-Riegel weithin bekannt für die am längsten laufende Fernsehwerbung Neuseelands, die „Crunchie Train Robbery“, die viele Preise gewann und in unveränderter Form ab Ende der 1970er Jahre über 20 Jahre lang lief.
Sowohl in Irland als auch im Vereinigten Königreich wird Crunchie seit den 1980er Jahren mit dem Slogan „Get that Friday feeling“ beworben. Vor den 1980er Jahren wurde Crunchie mit dem Slogan „Crunchie makes exciting biting“ beworben. 1991 startete Cadbury eine TV-Werbekampagne mit dem Song I’m So Excited von den Pointer Sisters, die zu einer der am längsten laufenden Werbekampagnen in der Geschichte des Fernsehens wurde und bis 2008 weitergeführt wurde.